# Orlando (ur. 1895)
Orlando, właśc. Orlando Pereira Pires (ur. 21 kwietnia 1895 w Campinas) – piłkarz brazylijski grający na pozycji środkowego obrońcy.
Orlando karierę piłkarską rozpoczął w 1912 roku w klubie Mackenzie São Paulo, w którym grał do 1914 roku. W 1915 przeszedł do lokalnego rywala Paulistano, w którym grał do końca kariery, którą zakończył w 1922 roku. Największymi sukcesami w karierze klubowej Orlando było pięciokrotne zdobycie mistrzostwa Stanu São Paulo – Campeonato Paulista w 1916, 1917, 1918, 1919, 1921, z Paulistano.
Jako piłkarz Paulistano wziął udział w turnieju Copa América 1916, czyli pierwszych w dziejach oficjalnych mistrzostwach kontynentalnych. Brazylia zajęła trzecie miejsce, a Orlando zagrał we wszystkich trzech meczach – z Chile, Argentyną i Urugwajem. Były to jego jedyne występy w reprezentacji Brazylii.